# Mafia III
Mafia III — компьютерная игра в жанре приключенческого боевика. Сюжет Mafia III косвенно продолжает историю игры Mafia II, однако, как и вторая игра серии не имеет прямого отношения к первой части. Разработчиком выступила Hangar 13 (новоиспечённая студия 2K), в то время как 2K Czech (с 2017 года — часть компании Hangar 13) приняла в создании игры лишь ограниченное участие.
Разработка Mafia III началась вскоре после выхода Mafia II, однако в студии 2K Czech, разработчика первых частей серии, случилась реструктуризация, и бо́льшая часть работников была направлена в новую студию компании, Hangar 13. Приняв решение о воссоздании Нового Орлеана 1968 года, команда разработчиков опиралась на предыдущие проекты франшизы и разработала игру с новым главным героем, Линкольном Клеем, чтобы воспроизвести основную структуру своих предшественников. Бо́льшая часть разработки заключалась в создании открытого мира, и несколько членов разработчиков побывали в Луизиане, чтобы отснять кадры для команды дизайнеров. В саундтрек к Mafia III входят несколько лицензионных песен, написанных разными музыкантами, живших в то время.
После выпуска игра получила неоднозначные отзывы — её хвалили за сюжет, персонажей, более мрачные темы и саундтрек. Однако некоторые игровые механики и наличие технических проблем вызвали критику. Игра имела коммерческий успех, по всему миру было продано семь миллионов копий, что стало самым большим показателем в серии.
19 мая 2020 года 2K Games выпустила версию Mafia III: Definitive Edition, куда вошёл весь загружаемый контент к игре. Эта версия с прошлыми играми позже была включена в пакет Mafia: Trilogy, выпущенный 25 сентября 2020 года.

## Игровой процесс
Игра выполнена в жанре приключенческого боевика с видом от третьего лица. Протагонистом на этот раз выступает Линкольн Клей (англ. Lincoln J. Clay), а местом действия является Нью-Бордо, чьим прототипом стал Новый Орлеан и его окрестности образца 60-х и 70-х годов XX века. Игрок сможет передвигаться по местности с помощью автомобилей, а также на лодках — впервые в серии. Город в Mafia III состоит из разных районов. Присутствует загородная территория и подземные туннели. Нью-Бордо заметно отличается от своего прототипа, Нового Орлеана.
В Mafia III, как и в предыдущих играх серии, делается упор на сюжетную линию, однако возможностей для свободной игры будет больше, чем в первой и второй частях. Одним из важных элементов игры является подчинение вражеских территорий. Немаловажную роль в игровом процессе играют лейтенанты — представители дружественных Линкольну группировок, которые могут помочь главному герою — например, оказать огневую поддержку или же откупить от полиции. Взамен для них надо выполнять задания и предоставлять контроль над интересующими их территориями. Если обделить одного из своих лейтенантов, игнорируя его интересы, то лейтенант пойдёт против Линкольна войной. Игра разворачивается вокруг одиночного прохождения миссий. Разработчики отказались от мультиплеера для игры.
Разработчики из Hangar 13 внесли ряд изменений в игру, добавили новые элементы, которых не было в играх серии Mafia. Mafia III стала полноценной игрой в открытом мире. Теперь можно выполнять побочные задания, участвовать в уличных гонках, а также захватывать заведения противника. В игре автоматически меняется время суток и погода. Как и в предыдущей игре, есть возможность улучшать автомобили, а также получать призы за участие в гонках. Важную роль в игре играют погони. В погонях игрок может стрелять из автомобиля прямо в противника. Данная функция реализована при помощи системы «умного прицеливания».

## Сюжет
Этот город пережил войну 1812 года, гражданскую войну и Бог знает сколько ураганов. Но Линкольн Клей, объявивший в 1968 году войну итальянской мафии, нанёс городу урона больше, чем все эти войны и ураганы вместе взятые…Джонатан Магуайр
Повествование ведётся в стиле документального кино. В 2016 году агент ФБР Джонатан Магуайр раскрывает детали собственного расследования событий 1968 года в городе Нью-Бордо, когда Линкольн Клей из мести бросил вызов криминальной империи Сэла Маркано. Также в повествование включены откровения отца Джеймса, настоятеля католического приюта, где рос Линкольн, и запись заседания комитета по разведке сената США 1971 года, где Джон Донован даёт показания о своём участии в делах Клея…
Линкольн Клей родился в 1945 году в городе Нью-Бордо, штат Луизиана. Его мать была доминиканкой, отец же неизвестен. Мать бросила сына, когда ему было два года, и Линкольн рос в приюте Святого Мишеля под опекой отца Джеймса, священника. В 1958 году приют был закрыт, и судьба Клея, как и большинства темнокожих сирот, была предрешена — криминал. Линкольн попадает в так называемую чёрную мафию, расположенную в районе Делрей-Холлоу и возглавляемую Сэмом Робинсоном. Со временем чёрная мафия становится для Линкольна настоящей семьёй, Сэм — отцом, а сын Сэма Эллис — братом. В это же время Линкольн заводит дружеские отношения с ирландцем Дэнни Бёрком и итальянцем Джорджи Маркано, сыном Сэла Маркано.
В 1966 году Линкольн Клей идёт добровольцем в армию США и участвует во Вьетнамской войне. Там он знакомится с агентом ЦРУ по имени Джон Донован, с которым они вскоре стали хорошими друзьями. За проявленную доблесть во Вьетнаме Линкольн получил несколько государственных наград, но ужасы войны оставили неизгладимый след в его характере, сделав хладнокровнее, жёстче и решительнее.

### Развитие сюжета
Летом 1968 года Линкольн Клей возвращается с войны в Нью-Бордо. Он был намерен недолго задержаться в городе и повидаться с близкими, после чего уехать работать на калифорнийскую судоверфь. Но вскоре он узнаёт, что чёрная мафия подвергается регулярным нападениям гаитянской банды, а Сэм задолжал крупную сумму денег итальянцам. Линкольн решает помочь своему приёмному отцу.
Вместе с Эллисом, родным сыном Сэма, Линкольн устраняет лидера гаитян Баку, после чего встречается с Сэлом Маркано — доном итальянской мафии, которой должна денег чёрная мафия. Сэл предлагает Линкольну возглавить свою группировку вместо Сэмми, но тот отказывается. Дабы погасить долг, Линкольн принимает участие в ограблении федерального казначейства — совместную операцию нескольких криминальных группировок Нью-Бордо, в том числе и чёрной мафии. 27 февраля, во время празднования Марди Гра, ограбление было успешно совершено. В нём приняли участие Линкольн Клей и его друзья — Джорджи Маркано, Эллис Робинсон и Дэнни Бёрк. После ограбления чёрная мафия собралась в баре «Sammy’s», чтобы отпраздновать успешное дело. Тем временем Сэл Маркано решает забрать всю прибыль себе. Вместе с сыном Джорджи и другими итальянскими гангстерами он убивает всех в баре, включая Сэмми, Эллиса и остальных членов чёрной мафии. Также был убит Дэнни Бёрк и тяжело ранен Линкольн Клей. После предательства семья Маркано поджигает бар. К счастью для Линкольна, мимо бара проходил отец Джеймс, который спас его от гибели.
После устранения чёрной мафии криминальная семья Сэла Маркано установила полный контроль над Нью-Бордо. Каждый район фактически контролировался союзниками Сэла. Также его криминальная группировка имела огромные связи в политических кругах. Сэл Маркано был намерен построить казино в Нью-Бордо в целях легализации своего бизнеса.
Линкольн был выхожен отцом Джеймсом и через некоторое время пришёл в себя. Он объединяется с армейским другом Джоном Донованом и задумывает месть Сэлу Маркано. Линкольн хочет не просто отомстить ему — он решил отобрать у него всё, что ему дорого. Клею удаётся создать альянс нескольких преступных группировок, во главе которых стоят люди, так или иначе желающие покончить с правлением семьи Маркано. Среди них Томас Бёрк — отец покойного Дэнни, Вито Скалетта (Главный герой Mafia II), которого спас Линкольн от людей Сэла, и Кассандра, возглавившая свою банду после гибели Баки и желающая расширить своё влияние в Нью-Бордо. В итоге этот разношёрстный союз бросает вызов семье Маркано.
Линкольну Клею и его союзникам удаётся устранять лейтенантов семьи Маркано одного за другим, постепенно присваивая себе их бизнес. В течение относительно короткого срока синдикат Клея захватывает все основные районы города, распределив их между бандами Скалетты, Бёрка и Кассандры. В случае, если Линкольн обделит одного из своих лейтенантов территориями, то лейтенант предаст Линкольна и выступит против него.
Вслед за этим были убиты криминальные боссы города и политики, сотрудничающие с семьёй Маркано. Среди убитых оказались братья Сэла Лу и Томми Маркано. Также были сорваны попытки Сэла Маркано получить деньги с помощью наркоторговли и государственной поддержки. Лишившись основных источников дохода и союзников, семья Маркано оказалась на грани краха. Линкольн настиг Сэла в пентхаусе недостроенного казино, предварительно убив его сына Джорджи. Опустошённый Сэл не сопротивляется Линкольну, рассказывая о своей жизни, страхах и прегрешениях. Он ни о чём не жалеет, намекая, что Линкольн не сильно отличается от него. После чего Сэл Маркано гибнет либо от рук Линкольна Клея, либо в результате самоубийства.
Покинув казино, Линкольн оказывается в окружении итальянских гангстеров. Это представители Комиссии во главе с прибывшим из Эмпайр-Бэй Лео Галанте. Он заявляет, что итальянская мафия США не собирается мстить за Маркано, и предлагает сотрудничество. Двадцать лет назад Сэл Маркано откупился от надзора Комиссии, отдавая пятую частью своей прибыли им. Лео полагает, что Линкольн, взяв власть в городе, не будет нарушать этот договор. В свою очередь, Комиссия не будет лезть в бизнес Клея. Галанте желает Линкольну удачи, после чего покидает город.
Линкольн приходит к отцу Джеймсу и Доновану и заявляет, что с Маркано покончено, и что он занимает его место в криминальном мире. Отца Джеймса такие слова приводят в ужас, и он пытается отговорить Линкольна от его намерений. Он напоминает о планах Клея уехать из города и желании начать новую жизнь. Джон Донован настроен иначе — он считает, что именно Линкольн должен управлять городом, иначе в Нью-Бордо рано или поздно появится очередной Сэл Маркано.

### Концовки
В игре есть три основные концовки, одну из которых предстоит выбрать игроку.

#### Уехать из города
Линкольн прислушивается к словам отца Джеймса и уезжает из Нью-Бордо в Калифорнию. С тех пор его след обрывается. В 1971 году агент Магуайр выследил Линкольна на одной из верфей Калифорнии, но он исчез до того, как туда прибыло ФБР. Однако агент Магуайр продолжал поиски. В конце 70-х он было решил, что Линкольн Клей уже умер к тому моменту. Тем не менее, многие очевидцы продолжают утверждать, будто бы видели его в разных частях США и мира. По утверждению отца Джеймса, Линкольн действительно работал на верфи и даже собирался жениться. Но по какой-то причине он всё потерял и уехал из Калифорнии. С тех пор он регулярно менял место жительства, побывав в Аляске, Нью-Йорке, Южной Америке и даже во Вьетнаме. Священник до сих пор получает письма от Линкольна, но и Магуайр не теряет надежды добраться когда-нибудь до беглеца.
После исчезновения Линкольна Клея власть в Нью-Бордо возьмёт его самый влиятельный лейтенант — тот, которому Линкольн в течение игры отдал больше всего территорий и бизнеса.
- Если криминальную власть в городе захватит Вито Скалетта, то он решит закончить дело Сэла Маркано и достроит казино. Через два года он построит ещё одно, и Нью-Бордо станет известен как «южный Лас-Вегас». Вскоре город накрывает волна благоустройства: строятся отели, стадионы и конгресс-центр. Но агент Магуайр напоминает, что всё это построено на кровавые деньги, которые Клей и его союзники забрали у семьи Маркано. И даже в 2016 году престарелый Вито продолжает править, взирая на собственный город из бывшего особняка Маркано.
- В случае, если городом начнёт править Томас Бёрк, город наводнит дешёвый алкоголь. Бёрк к тому моменту уже заработал рак печени, и жить ему оставалось не более полугода. Но в Мексике он делает пересадку печени и правит городом ещё шестнадцать лет. Томас Бёрк стал одним из богатейших людей в южной части США. Также он покупает себе место в городском совете и добивается переименования Нью-Бордо в Бурбон-Сити. Помимо алкоголя, город становится крупнейшим местом сбыта наркотиков в стране, что приводит к конфликту с кубинцами. В 1984 году Бёрк погиб в перестрелке с ними, а город захлестнула новая волна преступности. До сих пор никто с момента гибели Бёрка не удерживался у власти в Нью-Бордо больше чем на несколько месяцев.
- При взятии власти Кассандрой никто из криминальных группировок США не признаёт её влияния. Впоследствии Комиссия, колумбийцы и другие банды объявили ей войну. Но они недооценили Кассандру, в результате чего погибли многие авторитетные члены мафии. Тогда в дело вмешивается государство. Губернатор объявляет в городе военное положение, но его убивает Кассандра, тем самым окончательно утвердив свою власть. В городе прекращается государственное финансирование, закрываются школы и коммунальные службы. Через некоторое время на город обрушился мощнейший ураган, который уничтожает большую часть города. В итоге большинство жителей покинули Нью-Бордо, и он превратился в город-призрак. Кассандру с тех пор никто не видел: одни говорят, что она погибла во время урагана и наводнения, другие утверждают, что она спаслась и до сих пор является теневым правителем того, что осталось от города.

#### Править вместе
Линкольн собирает своих лейтенантов и объявляет о падении Сэла Маркано. Также он отмечает, что это их общая заслуга, и предлагает дальнейшее сотрудничество. В итоге влияние криминальной империи Линкольна Клея охватывает практически все южные штаты США — от Флориды до Северной Каролины. При этом способы получения прибыли ничем не отличаются от бизнеса Маркано — наркотики, контрабанда и оружие. Получая огромную прибыль, Линкольн занимается развитием города и благотворительностью, что создаёт ему безупречную репутацию. По этой причине агент Магуайр и решил рассказать все подробности 1968 года, дабы показать всем настоящего Линкольна Клея, который приобрёл всё, но навсегда утратил доверие отца Джеймса.

#### Править одному
Собрав всех своих лейтенантов, Линкольн убивает их, после чего садится в заминированную машину. Происходит мощный взрыв, в результате которого Линкольн погибает. Так и не удалось выяснить, кто заложил бомбу в авто. Отец Джеймс утверждает, что это сделал он. Причём священник не жалеет о своём поступке, так как Линкольн, убив своих партнёров, стал ничем не лучше Сэла Маркано. В то же время Магуайр сожалеет, что смерть Линкольна оказалась слишком быстрой и безболезненной.

### Сцена после титров
Вне зависимости от выбранной концовки, после финальных титров будет вновь показана запись заседания в сенате США 1971 года, где продолжается допрос Джона Донована. Джон заявляет, что семья Маркано имела отношение к убийству Джона Кеннеди. Также он уличает в связях с Маркано сенатора Блейка, который вёл заседание. Впоследствии он убивает его прямо перед камерами, заявляя, что такая участь постигнет всех, кто причастен к убийству президента.

## Разработка и развитие игры
В ноябре 2012 года на сайте 2K Czech появились вакансии, связанные со «сверхсекретным, невероятно интересным проектом ААА-класса».
28 июля 2015 года на сайте издателя 2K Games, официальном сайте и twitter-аккаунте игры были размещены первый скриншот и объявление о предстоящих новостях.
5 августа на Gamescom 2015 был показан трейлер и геймплей игры. Над новой частью работала студия Hangar 13. Игра разрабатывалась на модернизированной версии движка Illusion Engine.
Игра вышла 7 октября 2016 года на Microsoft Windows, Xbox One и PlayStation 4. В первые дни релиза наблюдались проблемы с оптимизацией игры. В частности, на PC-версиях игры было поставлено ограничение на 30 кадров в секунду, что вызвало возмущение игроков. В последующие дни разработчиками было выпущено несколько крупных патчей, исправляющих недочёты.
К марту 2020 года продажи Mafia III перешагнули отметку в 7 миллионов копий.

### Загружаемый контент
3 сентября 2016 года на выставке PAX West команда Hangar 13 рассказала о будущем игры. В планах компании выпустить несколько мелких бесплатных DLC, расширяющих модернизацию машин и добавляющих новое оружие и одежду для Линкольна.
Также были анонсированы крупные платные дополнения. Обладатели изданий Deluxe Edition или Collector’s Edition получат их бесплатно. Заявлено по меньшей мере три таких дополнения:
- Faster, Baby!: гоночное дополнение, в котором Линкольну нужно разобраться с коррумпированным шерифом одного из районов.
- Sign of the Times: в Нью-Бордо происходят загадочные ритуальные убийства, отец Джеймс попросил Линкольна выяснить, в чём тут дело.
- Stones Unturned: Линкольн объединяется с агентом ЦРУ Джоном Донованом, чтобы положить конец вендетте, начавшейся ещё в джунглях Вьетнама.

### Сопутствующая продукция
К выходу Mafia III была выпущена мобильная ролевая игра Mafia III: Rivals (с англ. — «Мафия III: Соперники») на Android и iOS. Игра была разработана Cat Daddy Games. В игре нет сюжета, игровой процесс сводится к собирательству различных ресурсов и развитию своей базы. Сервера игры были закрыты 7 марта 2019. Согласно сайту Metacritic, игра получила смешанные отзывы.

## Саундтрек
Саундтрек Mafia III включает в себя 101 композицию, большую часть которых составляют лицензированные хиты поздних 60-х годов XX века — среди них The Animals, The Rolling Stones, Iron Butterfly и другие знаменитые исполнители тех лет. Как и в предыдущей игре серии, в Mafia III присутствуют три радиостанции, которые охватывают большое количество жанров, включая кантри, соул и рок.
Помимо лицензированной музыки, специально для игры был записан оригинальный саундтрек «Mafia III Original Game Score» за авторством Джесса Харлина и Джима Бонни. Альбом вышел 22 августа 2016 года и состоит из 26 инструментальных композиций, написанных в блюзовой стилистике. Данная музыка звучит преимущественно во время кат-сцен и при выполнении миссий.
| - 1. Jesse Harlin «New Bordeaux» — 02:46 - 2. Jim Bonney «11th Hour Blues» — 03:49 - 3. Jesse Harlin «From the Darkness, a Voice» — 04:28 - 4. Jim Bonney «Going Down Slow» — 04:23 - 5. Jesse Harlin «No One Is Untouchable» — 04:09 - 6. Jim Bonney «Boy Becomes a Man» — 03:26 - 7. Jesse Harlin «That’s the Plan, Padre» — 03:14 - 8. Jim Bonney «Crush N Shuffle» — 04:57 - 9. Jim Bonney «Splintered Past» — 03:45 - 10. Jesse Harlin «The Paddle Grinds» — 03:24 - 11. Jim Bonney «I Got Numb» — 03:19 - 12. Jesse Harlin «For Old Times' Sake» — 04:29 - 13. Jim Bonney «Swamp War Stomp» — 03:30 | - 14. Jim Bonney «Howl» — 02:39 - 15. Jesse Harlin «Freezers and Paper Trails» — 04:59 - 16. Jim Bonney «Shudder N Moan» — 03:11 - 17. Jesse Harlin «Chance of a Goddamn Lifetime» — 04:09 - 18. Jim Bonney «J Bar Blues» — 04:27 - 19. Jim Bonney «Devil in the Woodpile» — 03:33 - 20. Jesse Harlin «A Kind of Peace» — 03:08 - 21. Jesse Harlin «5 Years, 3 Months, 18 Days» — 03:48 - 22. Jim Bonney «Straight Razor Blues» — 03:05 - 23. Jesse Harlin «Shut Up and Climb» — 04:37 - 24. Jim Bonney «First Man Down» — 03:56 - 25. Jim Bonney «Hard Fought, Hard Won» — 02:36 - 26. Jesse Harlin «Only One Thing We’re Good At» — 04:52 |

## Рецензии и оценки
| Сводный рейтинг       | Сводный рейтинг                           |
| Агрегатор             | Оценка                                    |
| --------------------- | ----------------------------------------- |
| GameRankings          | (PC) 59,96 % (PS4) 67,16 % (XONE) 64,85 % |
| Metacritic            | (PC) 62/100 (PS4) 68/100 (XONE) 67/100    |
| Иноязычные издания    |                                           |
| Издание               | Оценка                                    |
| Destructoid           | 5/10                                      |
| EGM                   | 6,5/10                                    |
| Game Informer         | 6,75/10                                   |
| GameRevolution        | [ 27 ]                                    |
| GameSpot              | 6/10                                      |
| GamesRadar+           | [ 29 ]                                    |
| Giant Bomb            | [ 30 ]                                    |
| IGN                   | 7,5/10                                    |
| PC Gamer (US)         | 54/100                                    |
| Polygon               | 6/10                                      |
| The Guardian          | [ 34 ]                                    |
| Русскоязычные издания |                                           |
| Издание               | Оценка                                    |
| 3DNews                | 6/10                                      |
| Gameplay              | [ 36 ]                                    |
| Gametech              | 5/10                                      |
| GoHa.Ru               | 7,5/10                                    |
| «IGN Россия»          | 5,2/10                                    |
| PlayGround.ru         | 6/10                                      |
| Riot Pixels           | 65 %                                      |
| StopGame.ru           | «Похвально»                               |
| «Игромания»           | 7/10                                      |
| «Игры Mail.ru»        | 7/10                                      |
| «Канобу»              | 6/10                                      |

Игра Mafia III получила смешанные оценки игровых ресурсов. Версия для PC получила оценку в 59,96 % на GameRankings и 62 балла из 100 возможных на Metacritic. Версия для PlayStation 4 получила оценку в 67,16 % на GameRankings и 68 баллов из 100 возможных на Metacritic. Версия для Xbox One получила оценку в 64,85 % на GameRankings и 67 баллов из 100 возможных на Metacritic.
Марти Слива из редакции IGN похвалил игру за «фантастический сюжет и персонажей», но также отметил, что впечатление от игры портит «знакомый скучный геймплей с однообразными действиями в открытом мире».
Более строгого мнения оказался рецензент издания The Guardian Сэм Уайт, поставивший игре 2 балла из 5. Он отметил, что «превосходный сценарий, отличное озвучивание и реалистичная анимация оживляют игру, но всё это не компенсирует крайнее однообразие геймплея.[…] У неё есть все поверхностные составляющие хорошей игры: великолепный сценарий, актёрская игра, режиссура и стиль. Но основа игровой механики безнадёжно устарела и сделана без толики воображения».
Летом 2018 года, благодаря уязвимости в защите Steam Web API, стало известно, что точное количество пользователей сервиса Steam, которые играли в игру хотя бы один раз, составляет 855 604 человек.

## Переиздание
13 мая 2020 года компания Hangar 13, разработчик Mafia III, объявила о выходе сборника Mafia: Trilogy.
Главной частью сборника станет новая игра серии — Mafia: Definitive Edition, которая является ремейком первой игры и выйдет 28 августа 2020 года для ПК (Windows), PlayStation 4 и Xbox One. Также сборник будет состоять из Mafia II: Definitive Edition и Mafia III: Definitive Edition, которые, несмотря на одинаковый с ремейком подзаголовок, являются не новыми играми, а лишь обновлёнными переизданиями уже вышедших ранее игр, в которые вошли все сюжетные дополнения и различные бонусы.
В отличие от переиздания второй игры, которое вышло 19 мая 2020 года в виде ремастера, переиздание третьей игры, в свою очередь, в ремастеринге не нуждалось и вышло в тот же день в виде простого дополненного переиздания с незначительными графическими изменениями, добавленными лишь с помощью патча. Переиздание Mafia III доступно как отдельно, так и в составе объявленного сборника.

## Приквел
Сообщалось, что в 2017 году Hangar 13 разделилась на две группы: одна занималась загружаемым контентом для Mafia III, а другая создавала концепции для Mafia IV. Ранние идеи разворачивали игру в Лас-Вегасе 1970-х годов, с «блеском и гламуром Города грехов, контролируемого мафией». Планы на Mafia IV длились недолго, поскольку вместо этого Hangar 13 решила создать свою собственную оригинальную видеоигру, хотя Hangar 13 заверила фанатов, что они по-прежнему владеют серией и не забудут о ней.
В августе 2019 года материнская компания 2K и Hangar 13 Take-Two Interactive зарегистрировала три товарных знака, связанных с франшизой Mafia. Два товарных знака относятся к серии, и их соответствующие текстовые логотипы отличаются только типографикой. Первый идентичен шрифту, используемому в первых двух частях франшизы. Второй другой и без описания. Третий товарный знак прямо упоминает Mafia 2 и имеет тот же стиль логотипа 2010 года.
В августе 2022 года, на 20-ти летний юбилей Mafia: The City of Lost Heaven, Hangar 13 подтвердила, что четвёртая игра Mafia находится в активной разработке.
20 августа 2024 Hangar 13 официально анонсировала новую игру в серии, подтвердив, что она станет приквелом к первой части.